# Luis Dámaso
Luis Dámaso (Madrid, 31 de dezembro de 1969) é um tenor espanhol.

## Biografia
Dámaso estudou com o barítono Antonio Blancas na Escuela Superior de Canto de Madrid e começou a sua carreira profissional em 1992. É considerado um dos melhores tenores espanhóis de sua geração.

## Prémios e distinções
- 1992: Prémio «Francisco Alonso» (Madrid, Espanha).[2]
- 1995: Prémio «Luciano Pavarotti International Voice Competition» (Filadèlfia, Estados Unidos).
- 1996: Melhor tenor do concurso «E Cestelli» (Stuttgart, Alemanha).[2]
- 1996: Prémio «Jacinto e Inocencio Guerrero» (Madrid, Espanha).[2]
- 1997: Prémio «Jaime Aragall» (Gerona, Espanha).[2]
- 1999: Prémio «Federico Romero» da SGAE (Sociedade Geral de Autores e Editores).[2]